# Góropatwa berberyjska
Góropatwa berberyjska, kuropatwa berberyjska (Alectoris barbara) – gatunek średniej wielkości ptaka z rodziny kurowatych (Phasianidae). Zamieszkuje północną Afrykę i Sardynię. Osiadły.

## Systematyka
Wyróżniono kilka podgatunków A. barbara:
- A. barbara koenigi – Wyspy Kanaryjskie, północno-zachodnie Maroko.
- A. barbara spatzi – południowe Maroko do środkowej i południowej Algierii i południowa Tunezja.
- A. barbara barbara – północno-wschodnie Maroko do północnej Tunezji.
- A. barbara barbata – północno-wschodnia Libia, północno-zachodni Egipt.

## Charakterystyka
Cechy charakterystyczne to ciemnobrązowy pasek ciemieniowy, popielate gardło i szeroki, brunatny pasek na szyi. W locie ślizgowym trzyma lekko uniesione skrzydła.

### Morfologia
Wygląd zewnętrzny: Obie płci ubarwione jednakowo, ale samica nieznacznie mniejsza od samca. Młode bardziej jednolicie ubarwione i żółtawe.
Rozmiary: długość ciała: 34–38 cm, rozpiętość skrzydeł: 46–49 cm
Masa ciała: samce ok. 460 g, samice ok. 370 g

## Występowanie

### Środowisko
Suche siedliska: skaliste stoki do 3300 m n.p.m., stepy z wilczomleczami, makia, suche koryta rzeczne. Zamieszkuje również tereny uprawne, plantacje cytrusów, palm i oliwek, a także gaje eukaliptusowe.

### Zasięg występowania
Północna Afryka: Maroko, Algieria, Tunezja, Libia, Egipt. W Europie na Sardynii, aczkolwiek nie jest pewne, czy jest to naturalny zasięg tego gatunku. Skutecznie introdukowana do południowej Hiszpanii i na Wyspy Kanaryjskie. Próby sprowadzenia tego gatunku w inne części Europy i do Australii zakończyły się niepowodzeniem.

## Pożywienie
Dieta zróżnicowana, dominują liście, pędy, nasiona i owoce różnych gatunków traw i roślin zielnych, zwłaszcza solanki, kolcowoju, szparagu i wilczomlecza. Uzupełnieniem diety dorosłych i podstawą pożywienia młodych są owady, głównie mrówki. Liście sukulentów stanowią ważne źródło wody dla tego gatunku.

## Tryb życia i zachowanie
Gatunek osiadły. Prowadzi skryty tryb życia.

### Głos
W czasie toków wydaje serie odgłosów „kczek kczek kczek...” lub „prr prr prr...” przypominających dźwięki wydawane przez zepsuty silnik, może też odzywać się przypominającym kulika „kjui”.
Startując woła „pekjui pekjui...”, zaś spłoszona „psi-psii-psii”.

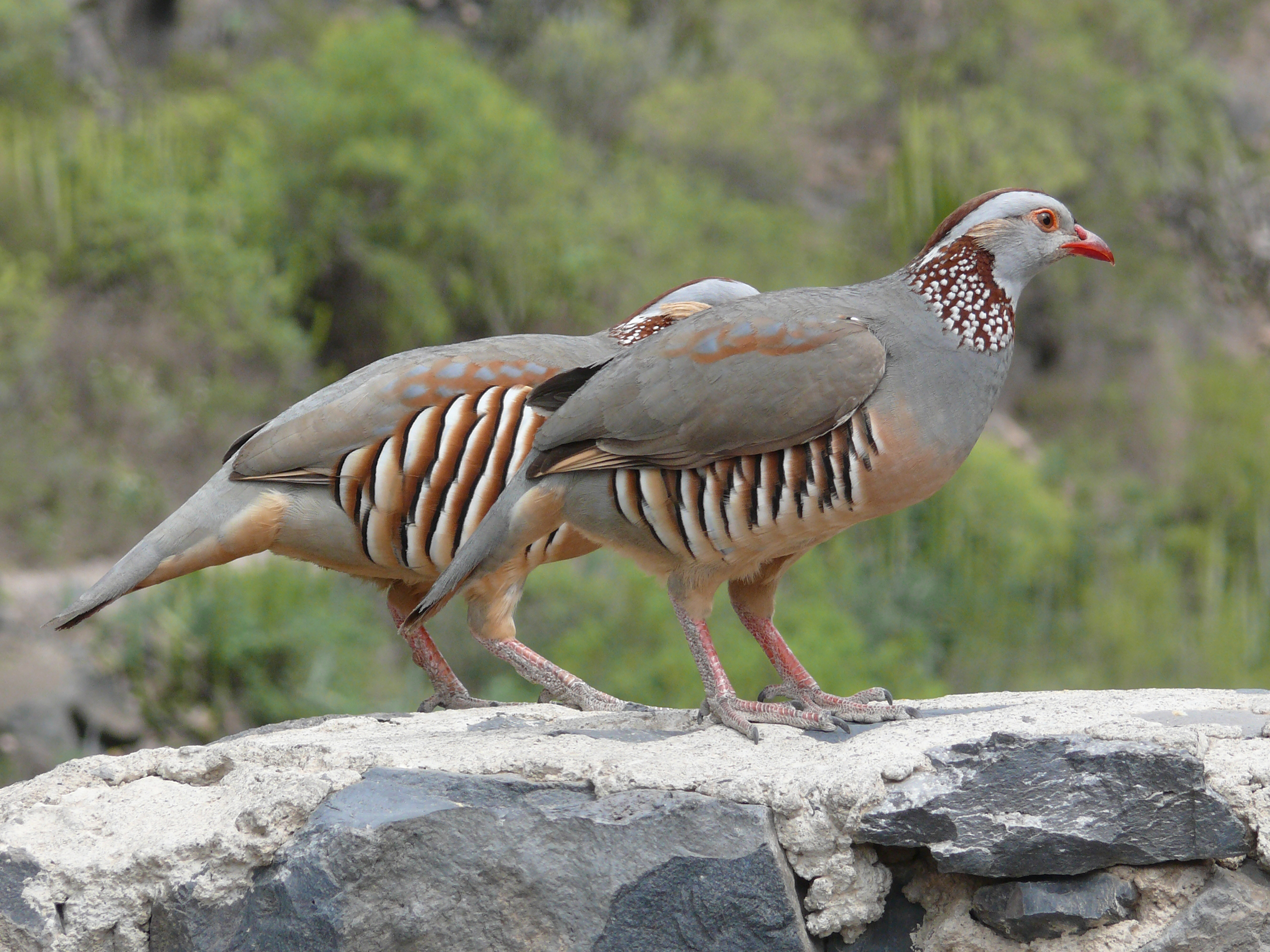

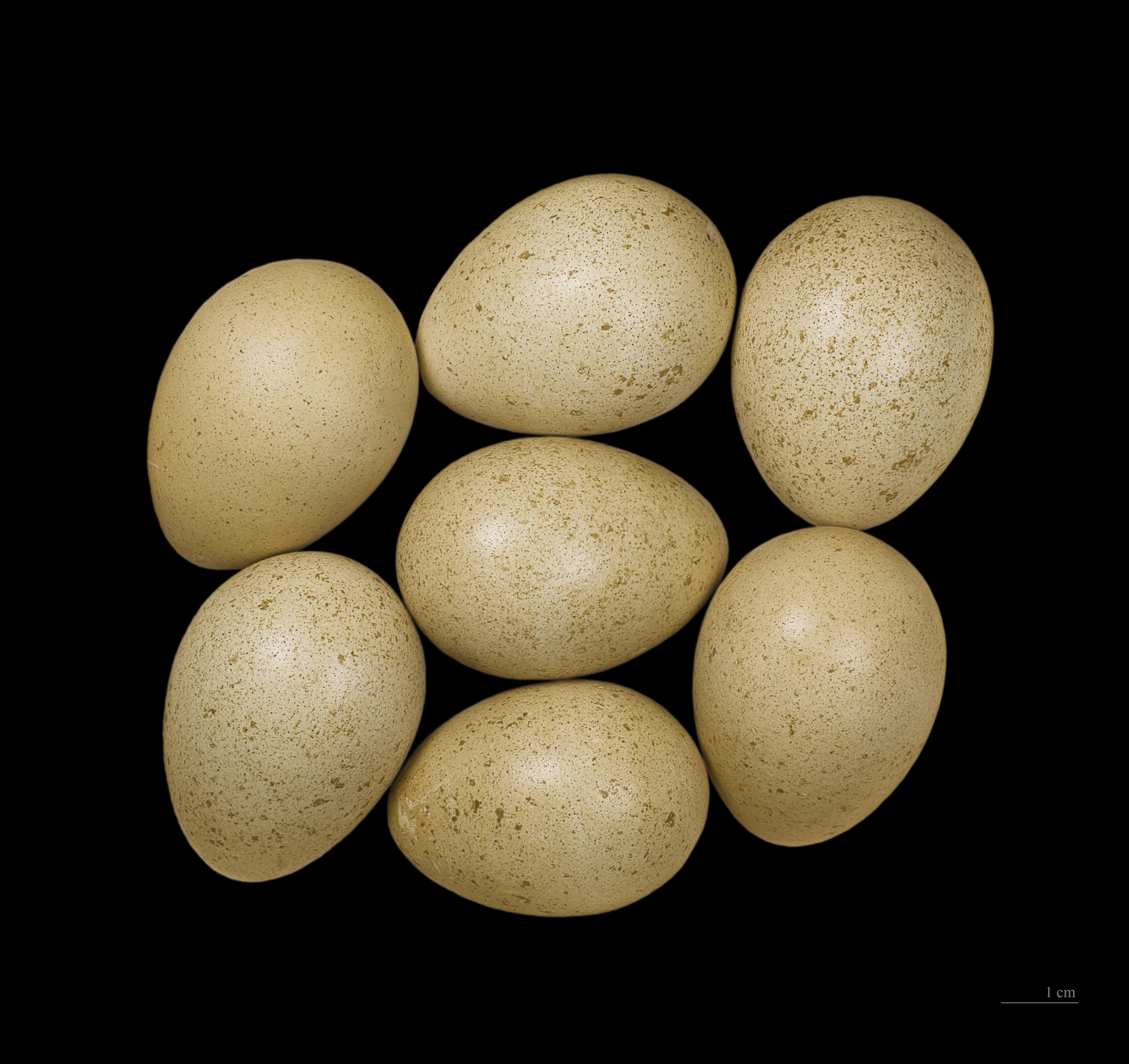
Jaja góropatwy berberyjskiej

## Rozród

### Okres godowy
Gatunek monogamiczny.
Gniazdo jest płytkim, wyściełanym zagłębieniem w ziemi, zwykle dobrze ukrytym.

### Okres lęgowy
Termin składania jaj zależy od regionu, zwykle od marca do maja, na nizinach wcześniej niż na terenach górskich. W bardzo suche lata może nie przystępować do rozrodu.
Jaja: składa 6–20 jaj, średnio 11.
Wysiadywanie: ok. 25 dni.
Pisklęta: są brązowo-kremowe z wierzchu, jaśniejsze od spodu, z wyrazistym paskiem nad okiem.

## Status, zagrożenie i ochrona
Kategoria zagrożenia według Czerwonej Księgi Gatunków Zagrożonych IUCN: gatunek najmniejszej troski (LC – least concern).
Gatunek łowny. Lokalnie jego liczebność może spadać.